# Fearless Fosdick
Fearless Fosdick è personaggio immaginario protagonista di una omonima striscia a fumetti creata dal cartoonist statunitense Al Capp nel 1948 e parodia di Dick Tracy, celebre personaggio creato da Chester Gould. Le storie del personaggio vengono pubblicate all'interno di in un’altra serie del creatore, Li'l Abner, presentate come una delle letture preferite dal protagonista di quest'altra serie. Distribuita da United Feature Syndicate, in Italia è stata pubblicata dalla rivista Linus. Altri personaggi della serie sono il Capo, Prudence Pimpleton, Mrs. Flintnose, Sebastian e Lester Gooch.